# Latrodectus hurtadoi
Espèce
Latrodectus hurtadoi est une espèce d'araignées aranéomorphes de la famille des Theridiidae.

## Distribution
Cette espèce est endémique du département de Santander en Colombie,. Elle se rencontre vers Los Santos.

## Description
Le mâle paratype mesure 3,56 mm.

## Étymologie
Cette espèce est nommée en l'honneur d'Andrés Hurtado García (1941-).

## Publication originale
- Rueda, Lozano, Muñoz-Charry, Velásquez-Vélez, Amézquita, Parra & Realpe, 2021 : « Phylogeny of the genus Latrodectus (Araneae: Theridiidae) and two new species from the dry forests in the Magdalena Valley-Colombia. » Species, vol. 22, no 70, p. 243-265.